# Der Held aller Mädchenträume
Der Held aller Mädchenträume ist eine deutsche Stummfilmromanze aus dem Jahr 1929 von Robert Land mit Harry Liedtke in der Titelrolle. Die Geschichte basiert auf der Komödie Vicomte de Létrières (1841) von Jean-François Alfred Bayard.

## Handlung
Paris im 19. Jahrhundert. Der Held aller Mädchenträume, das ist – trotz seiner prekären finanziellen Verhältnisse – der ebenso charmante und elegante wie vornehme und gutaussehende Gaston, Vicomte de Lormand, ein Mann in den, wie man so sagt, „besten Jahren“. Er genießt es sehr, seinem Rivalen, dem ökonomisch besser gestellten Marquis de Corbé, ständig die schönsten Demoiselles von Paris direkt vor der Nase wegzuschnappen. Eines Tages reicht es ihm, und der Marquis sucht und findet eine Gelegenheit, sich zu rächen und dem galanten Charmeur zuvorzukommen.
Da der Graf sich soeben in die blutjunge Modezeichnerin Marianne Turbon verliebt hat, arrangiert de Corbé ein Zusammentreffen mit dem Mädchen, das Anlass zu Zweideutigkeiten gibt. Marianne beteuert gegenüber Gaston ihre Unschuld, und der Vicomte kann nach einigen weiteren harmlosen Verwicklungen des Marquis’ Intrige aufdecken. Der erweist sich als guter Verlierer und willigt sogar ein, bei der anstehenden Hochzeit der Trauzeuge des Helden aller Mädchenträume zu werden. 

## Produktionsnotizen
Gedreht von Januar bis Februar 1929 im UFA-Atelier von Berlin-Tempelhof (Studio) sowie in Paris (Außenaufnahmen), passierte Der Held aller Mädchenträume am 28. März 1929 die Filmzensur und wurde eine Woche darauf, am 5. April desselben Jahres, in Berlins Kammerlichtspielen uraufgeführt. Der Siebenakter besaß eine Länge von 2235 Metern und wurde mit Jugendverbot belegt.
Produzent Julius Haimann war auch Produktionsleiter. Robert Neppach gestaltete die Filmbauten. Fritz Brunn übernahm die Aufnahmeleitung, Friedel Buckow war Regieassistentin.

## Kritiken
In Der Abend war zu lesen: „Das Milieu ist das abgeklapperte aller Pariser Schwänke von ehemals, die Welt der Nichtstuer, die auf erotische Abenteuer ausgehen. (…) Das gegebene Milieu läßt dem Regisseur Robert Land wenig Gelegenheit zu neuen filmischen Entdeckungen. Schmiß hat das Finale, in dem der ganze Tanzschwarm mit der Kapelle den Vicomte in seine Bude begleitet.“
Frank Maraun alias Erwin Goelz befand: „Der Titel hört sich an wie zu einem Harry-Liedtke-Jubiläums-Film: Inkarnation seiner Filmexistenz. (…) Nichts gegen Harry Liedtke. Er bewältigt spielend noch den härtesten Kitsch, macht ihn erträglich durch eine Virtuosität des Obenhin und des Nur-so-tun in seinem Spiel, die versöhnlich stimmt. Die unbekümmerte Lässigkeit, die ihm viele halsbrecherisch sentimentale Situationen mit Geschmack zu umgehen hilft, scheint immer zu sagen: Kinder, ich weiß ja, was für einen Quatsch ich da mache, aber nehmt es mir nicht übel, die kleinen Mädel haben es gern, und Beruf ist Beruf. (…) Regie: Robert Land. Nach einem annehmbaren Manuskript von Walter Reisch. Grobschlächtig in der Erzählung des Handlungsbestandes, sauber in der Photographie.“
Siegfried Kracauer schrieb in der Frankfurter Zeitung: „Kurzum, es ist für jeden Mädchengeschmack gesorgt, und wer nur immer will, mag von diesem Männerideal träumen. Robert Land hat das Traumstück mit Routine aufgezogen“.